# Nottjärnen (Råneå socken, Norrbotten)
Nottjärnen är en sjö i Luleå kommun i Norrbotten och ingår i Töreälven-Vitåns kustområde. Sjön har en area på 0,049 kvadratkilometer och ligger 18,4 meter över havet.

## Delavrinningsområde
Nottjärnen ingår i det delavrinningsområde (732894-180933) som SMHI kallar för Mynnar i havet. Medelhöjden är 62 meter över havet och ytan är 51,48 kvadratkilometer. Det finns inga avrinningsområden uppströms utan avrinningsområdet är högsta punkten. Avrinningsområdets utflöde Idbäcken mynnar i havet. Avrinningsområdet består mestadels av skog (75 procent) och sankmarker (11 procent). Avrinningsområdet har 0,56 kvadratkilometer vattenytor vilket ger det en sjöprocent på 1,1 procent. Bebyggelsen i området täcker en yta av 0,3 kvadratkilometer eller 1 procent av avrinningsområdet.